# Malmesbury Abbey
Malmesbury Abbey var et kloster i Malmesbury i Wiltshire i England. 
Det blev grundlagt af Maidulph, som døde i 675, som et benediktinsk kloster. Det var viet til apostlene Peter og Paulus. I 1160 begyndte arbejdet med hovedbygningen, og det var stadig byggeaktivitet til det 16. århundrede. 
Klosteret blev opløst af Henrik VIII i 1536 i forbindelse med reformationen. 
Blandt kendte personer, som levede i klosteret, var historikeren William af Malmesbury og matematikeren og astrologen Eilmer af Malmesbury, som tidligt i 1000-tallet konstruerede en primitiv hangglider. Den engelske konge Adalstein af England blev gravlagt i klostret i 939.